# بزرگراه میان‌ایالتی ۵
بزرگراه میان ایالتی ۵ (به انگلیسی: Interstate-5، مخفف:I-5) یکی از بزرگراه‌های میان ایالتی آمریکاست؛ که مسیر شمالی-جنوبی داشته و زیرمجموعه دارد. این بزرگراه، از بزرگترین بزرگراه‌های آمریکاست.